# Liste des choix de repêchages des Cowboys de Calgary
Cette liste contient tous les joueurs de hockey sur glace ayant été repêchés par les Blazers de Vancouver puis par les Cowboys de Calgary, franchise de l'Association mondiale de hockey. Les joueurs listés ci-dessus n'ont pas obligatoirement joué un match sous le maillot de l'équipe.
Elle regroupe les joueurs depuis le Repêchage de 1973 organisé par l'AMH, jusqu’au Repêchage de 1977, le dernier repêchage mis en place par la ligue,,. Les joueurs sont classés par année de repêchage. Les deux premières colonnes donnent le rang et le tour duquel le joueur a été repêché suivis de son nom, de sa nationalité et de sa position de jeu.

## Les repêchages des Blazers de Vancouver

### 1973
| No  | Tour | Nom              | Nationalité | Position       |
| --- | ---- | ---------------- | ----------- | -------------- |
| 5   | 1er  | Colin Campbell   | Canada      | Défenseur      |
| 19  | 2e   | Brent Leavins    | Canada      | Ailier gauche  |
| 31  | 3e   | Ed Humphreys     | Canada      | Gardien de but |
| 44  | 4e   | Jean Tetreault   | Canada      | Ailier gauche  |
| 57  | 5e   | Jimmy Jones      | Canada      | Ailier droit   |
| 70  | 6e   | Ian Turnbull     | Canada      | Défenseur      |
| 83  | 7e   | Mike Korney      | Canada      | Défenseur      |
| 96  | 8e   | Andre St-Laurent | Canada      | Centre         |
| 107 | 9e   | Pierre Laganière | Canada      | Ailier droit   |
| 117 | 10e  | Brian Molvik     | Canada      | Défenseur      |

### 1974
| No  | Tour | Nom              | Nationalité | Position       |
| --- | ---- | ---------------- | ----------- | -------------- |
| 1er | 1er  | Pat Price        | Canada      | Défenseur      |
| 20  | 2e   | Jacques Cossette | Canada      | Ailier droit   |
| 35  | 3e   | Peter Driscoll   | Canada      | Ailier gauche  |
| 50  | 4e   | Dave Given       | États-Unis  | Ailier droit   |
| 64  | 5e   | Steve Jensen     | États-Unis  | Ailier gauche  |
| 79  | 6e   | Dave Lumley      | Canada      | Ailier droit   |
| 94  | 7e   | Mike Hobin       | Canada      | Centre         |
| 109 | 8e   | Mario Faubert    | Canada      | Défenseur      |
| 124 | 9e   | John Held        | Canada      | Défenseur      |
| 138 | 10e  | Eddie Mio        | Canada      | Gardien de but |
| 152 | 11e  | Jim Miller       | Canada      | Centre         |
| 165 | 12e  | Dave Otness      | États-Unis  | Centre         |
| 177 | 13e  | Walt Kyle        | États-Unis  | Centre         |
| 5   | S    | Ron Greschner    | Canada      | Défenseur      |
| 20  | S    | Ron Chipperfield | Canada      | Centre         |

## Les repêchages des Cowboys de Calgary

### 1975
| No  | Tour | Nom            | Nationalité | Position      |
| --- | ---- | -------------- | ----------- | ------------- |
| 7   | 1er  | Denny McLean   | Canada      | Ailier gauche |
| 37  | 3e   | Alex Pirus     | Canada      | Centre        |
| 52  | 4e   | Rick Piche     | Canada      | Défenseur     |
| 67  | 5e   | Terry Bucyk    | Canada      | Ailier droit  |
| 80  | 6e   | Pat Hughes     | Canada      | Ailier droit  |
| 94  | 7e   | Greg Smith     | Canada      | Défenseur     |
| 106 | 8e   | Doug Lindskog  | Canada      | Ailier gauche |
| 118 | 9e   | Paul Clarke    | Canada      | Ailier droit  |
| 131 | 10e  | Randy Koch     | États-Unis  | Ailier gauche |
| 144 | 11e  | Dan Tsubouchi  | Canada      | Ailier droit  |
| 155 | 12e  | Bill Anderson  | Canada      | Défenseur     |
| 165 | 13e  | Doug Hanson    | Canada      |               |
| 172 | 14e  | Darrell Ferner | Canada      | Centre        |

### 1976
| No  | Tour | Nom             | Nationalité | Position      |
| --- | ---- | --------------- | ----------- | ------------- |
| 18  | 2e   | David Shand     | Canada      | Défenseur     |
| 43  | 4e   | Alain Bélanger  | Canada      | Ailier droit  |
| 55  | 5e   | Bruce Baker     | Canada      | Ailier droit  |
| 67  | 6e   | Lorry Gloeckner | Canada      | Défenseur     |
| 79  | 7e   | Phil Verchota   | États-Unis  | Ailier gauche |
| 91  | 8e   | Don Jackson     | États-Unis  | Défenseur     |
| 102 | 9e   | Rob Palmer      | Canada      | Défenseur     |
| 113 | 10e  | Cal Sandbeck    | États-Unis  | Défenseur     |

### 1977
| No | Tour | Nom               | Nationalité | Position      |
| -- | ---- | ----------------- | ----------- | ------------- |
| 2  | 1er  | Barry Beck        | Canada      | Défenseur     |
| 13 | 2e   | Tom Gorence       | États-Unis  | Ailier droit  |
| 17 | 2e   | Doug Berry        | Canada      | Centre        |
| 32 | 4e   | Steve Stoyanovich | Canada      | Centre        |
| 41 | 5e   | Perry Schnarr     | Canada      | Ailier gauche |
| 50 | 6e   | Don Micheletti    | Canada      | Ailier gauche |
| 59 | 7e   | Doug Butler       | Canada      | Défenseur     |
| 61 | 7e   | Steve Letzgus     | États-Unis  | Défenseur     |
| 68 | 8e   | Jack O'Callahan   | États-Unis  | Défenseur     |
| 70 | 8e   | Bob Gould         | Canada      | Ailier droit  |
| 76 | 9e   | Keith Hendrickson | États-Unis  | Défenseur     |
| 78 | 9e   | Tim Harrer        | États-Unis  | Ailier droit  |
| 84 | 10e  | Bruce Crowder     | Canada      | Ailier droit  |
| 86 | 10e  | Mark Miller       | Canada      | Ailier gauche |